# Lewniowa
Lewniowa – wieś w Polsce położona w województwie małopolskim, w powiecie brzeskim, w gminie Gnojnik.
| SIMC    | Nazwa           | Rodzaj    |
| ------- | --------------- | --------- |
| 0819800 | Górka           | część wsi |
| 0819817 | Górny Gościniec | część wsi |
| 0819823 | Granice         | część wsi |
| 0819830 | Nadole          | część wsi |
| 0819846 | Osice           | część wsi |
| 0819852 | Wichrowiec      | część wsi |

W latach 1975–1998 miejscowość administracyjnie należała do województwa tarnowskiego.